# Гула Антон Семенович
Гула Антон Семенович (нар. 28 серпня 1944, с. Наконечне Яворівський р-н Львівська область — 1 березня 2025) — український митець, майстер різьби по дереву. Член НСМНМУ; «Відмінник освіти України».

## Біографія
Народився 28 серпня 1944 р. у с. Наконечне Яворівського району Львівської області.
У 1958 р. закінчив Наконечнянську семирічну школу, а у 1960 р. Яворівське професійно-технічне училище № 14. Працював столяром на Івано-Франківському меблевому комбінаті, а відтак — служба в армії, художник-столяр в міжколгоспній будівельній організації.
У 1984 р. закінчив Дрогобицький педагогічний інститут ім. І.Франка і почав працювати майстром виробничого навчання художньої різьби по дереву в Івано-Франківському СПТУ № 14.
В 1996 р. присвоєно звання «Відмінник освіти України».
Виготовляє різні вироби яворівською різьбою, рельєфною різьбою та парково-об'ємною різьбою.
Учасник обласних, всеукраїнських виставок. Роботи зберігаються в музеях України, Росії, приватних колекціях в (США), Англії, Канади, Німеччини та Голландії.
Мешкав в селищі Шкло Яворівського району Львівської області.
Помер 1 березня 2025 року. Похований  в селі Наконечне Перше на місцевому цвинтарі.